# Ludwig van Beethoven (film, 2020)
Ludwig van Beethoven je německo-rakousko-český životopisný film, který vznikl v roce 2020 při příležitosti 250. výročí Beethovenova narození. Film popisuje příběh světově proslulého skladatele z různých perspektiv. Originální název filmu odráží jméno, které bylo používáno v Beethovenově mládí (Louis van Beethoven).

## Děj filmu
Děj filmu se pohybuje mezi posledním Beethovenovým rokem a jeho raným životem v Bonnu. Beethoven, kterého potkáváme jako dospělého (Tobias Moretti), je již dlouho hluchý. Je mrzutý a náročný. Žije v domě svého bratra Johanna v Gneixendorfu, kam se přestěhoval spolu se svým synovcem Karlem (Peter Lewys Preston) po jeho pokusu o sebevraždu. Louis tam neustále bojuje se všemi kolem sebe. Na tomto pozadí se promítají vzpomínky na jeho dřívější život.
Jako dítě v Bonnu byl Louis (Colin Pütz) hudební zázrak. Je tlačen svým otcem, který sní o tom, že bude novým Mozartem. Díky kontaktům svého otce, který je zpěvákem u kurfiřta, se mladý Beethoven dostává pod výchovu dalších hudebníků. Také přichází do kontaktu s Tobiasem Pfeifferem (Sabin Tambrea), místním hercem, který žije s jejich rodinou.
Jak se stává mladým mužem, Louis (Anselm Bresgott) roste jako hudebník. Utrpí rovněž ztrátu své matky, která dožene jeho otce k zoufalství a alkoholismu. Dostává se pod patronát rodiny von Breuning a zamiluje se do Eleonore von Breuning (Caroline Hellwig). Je ale pod společenskou úrovní této rodiny a jakýkoli vzájemný vztah je zakázán.
K obnovení atmosféry Beethovenovy éry bylo rozhodnuto použít několik replik dobových nástrojů od moderního výrobce fortepian Paula McNultyho.